# Předseda vlády Slovinska
Předseda vlády Slovinska, oficiálně prezident vlády Slovinské republiky (slovinsky Predsednik Vlade Republike Slovenije), je hlavou vlády Slovinské republiky. Předsedovi vlády a jím vybrané vládě náleží výkonná moc. Předseda vlády je rovněž předsedou Národní bezpečnostní rady. Od získání parlamentní demokracie v roce 1989 a nezávislosti v roce 1991 se na tomto postu vystřídalo devět osob.
Pověření k sestavení vlády uděluje prezident po konzultaci s předsedy stran zastoupenými v Národním shromáždění. Následně poslanci prostou většinou hlasů zvolí předsedu vlády. Pokud žádný z kandidátů nezíská většinu, musí se do 14 dnů konat nové hlasování. Pokud ani v tomto hlasování nezíská žádný kandidát většinu a Národní shromáždění nesouhlasí s konáním třetího kola, musí prezident rozpustit zákonodárný sbor a vyhlásit nové parlamentní volby. Pokud však Národní shromáždění souhlasí s konáním třetího kola, ale žádný kandidát nezíská většinu, je zákonodárný sbor automaticky rozpuštěn až do nových voleb. Obvykle je sestavením vlády pověřen předseda strany, která má nejvíce mandátů v Národním shromáždění. Vyslovení nedůvěry vládě je možno provést hlasováním o nedůvěře.
Současným předsedou vlády je Robert Golob, který se úřadu ujal 1. června 2022.